# Liste d'élections en 1928
Chronologie des élections
- 1924
- 1925
- 1926
- 1927
- 1928
- 1929
- 1930
- 1931
- 1932

Cette liste recense les élections organisées durant l'année 1928. Elle inclut les élections législatives et présidentielles nationales dans les États souverains, ainsi que les principaux référendums.
En France, à l'issue des élections législatives en avril, Raymond Poincaré demeure chef du gouvernement à la tête d'un large gouvernement de coalition allant de la droite au centre-gauche. En Allemagne, sous la république de Weimar, les élections législatives en mai produisent une alternance au pouvoir. Hermann Müller, du SPD (gauche), devient chancelier, formant un gouvernement de coalition avec des partis de centre-droit. Aux États-Unis, les républicains conservent le pouvoir aux élections présidentielle et législatives de novembre, qui font de Herbert Hoover le président.

## Élections

### Janvier
| Date    | Pays     | Élections    | Notes | Résultats |
| ------- | -------- | ------------ | ----- | --- |
| janvier | Salvador | Législatives |       | Seul parti du pays et au pouvoir depuis 1913, le Parti national démocrate conserve tous les sièges à l'Assemblée législative. |

### Février
| Date       | Pays       | Élections                      | Notes                                               | Résultats |
| ---------- | ---------- | ------------------------------ | --------------------------------------------------- | --- |
| 12 février | Costa Rica | Législatives et présidentielle |                                                     | Alternance. Cleto González Víquez (Parti d'union nationale : conservateur) est élu président avec 59,2 % des voix face à son unique adversaire, représentant le gouvernement sortant : Carlos Jiménez Ortiz (Parti républicain). Le PUN remporte également une majorité absolue des sièges au Parlement. |
| 20 février | Japon      | Législatives                   | Premières élections au suffrage universel masculin. | Parlement sans majorité. Le parti Rikken Seiyūkai obtient une majorité relative et conserve le pouvoir. Tanaka Giichi demeure Premier ministre. |

### Mars
| Date    | Pays     | Élections      | Notes                                                | Résultats |
| ------- | -------- | -------------- | ---------------------------------------------------- | --- |
| 4 mars  | Pologne  | Législatives   | Les élections font suite au coup d'État de mai 1926. | Parlement sans majorité. Le Bloc des sans-partis de coopération avec le gouvernement (droite autoritaire nationaliste, mouvement sanation (en), culte de Józef Piłsudski et antiparlementarisme) arrive en tête avec plus d'un quart des sièges. Kazimierz Bartel, issu de ce mouvement, devient Premier ministre. |
| 25 mars | Portugal | Présidentielle |                                                      | Seul candidat en lice, Óscar Carmona (sans étiquette) est réélu automatiquement avec 100 % des suffrages exprimés ; le taux de participation est de 70,0 %. |

### Avril
| Date           | Pays      | Élections                      | Notes                                                                                  | Résultats |
| -------------- | --------- | ------------------------------ | -------------------------------------------------------------------------------------- | --- |
| 1er avril      | Argentine | Législatives et présidentielle | Le président Marcelo Torcuato de Alvear (Union civique radicale) ne se représente pas. | Hipólito Yrigoyen (Union civique radicale : radicale, libérale, progressiste) est élu président avec 61,4 % des suffrages populaires et 65,2 % des voix du collège électoral. L'UCR conserve sa majorité absolue des sièges à la Chambre des députés.                |
| 22 et 29 avril | France    | Législatives                   |                                                                                        | Parlement sans majorité. L'Alliance démocratique (centre-droit) accroît sa majorité relative des sièges. Raymond Poincaré (AD) demeure président du Conseil (chef du gouvernement), formant un large gouvernement de coalition allant de la droite au centre-gauche. |

### Mai
| Date    | Pays           | Élections    | Notes | Résultats |
| ------- | -------------- | ------------ | ----- | --- |
| 1er mai | Bolivie        | Législatives |       | Parlement sans majorité. Le Parti socialiste républicain (droite populiste, malgré son nom), parti du président Hernando Siles Reyes, obtient la moitié exactement des sièges à la Chambre des députés. Le Parti nationaliste remporte une courte majorité absolue des sièges au Sénat.                                  |
| 9 mai   | Royaume d'Irak | Législatives |       | Le Parti du progrès conserve sa majorité absolue des sièges, dans une élection entachée de soupçons de fraudes. Abd al-Muhsin as-Saadoun demeure Premier ministre, mais se suicide en 1929 sous le poids des critiques.                                                                                                  |
| 20 mai  | Allemagne      | Législatives |       | Parlement sans majorité. Alternance. Le Parti social-démocrate (SPD, gauche) accroît sa majorité relative des sièges et parvient cette fois à former un gouvernement : Hermann Müller devient chancelier. Son gouvernement de coalition inclut notamment le Zentrum (centre-droit) et le Parti populaire (centre-droit). |

### Juin
| Date   | Pays        | Élections    | Notes                                                                  | Résultats |
| ------ | ----------- | ------------ | ---------------------------------------------------------------------- | --- |
| 2 juin | Terre-Neuve | Législatives | Terre-Neuve à cette date est un État indépendant.                      | Parlement sans majorité. Alternance. Le Parti libéral obtient la majorité relative des sièges, tandis que le Parti progressiste-libéral-conservateur au pouvoir perd plus de la moitié de ses sièges. Richard Squires (libéral) devient Premier ministre. |
| 5 juin | Luxembourg  | Législatives |                                                                        | Parlement sans majorité. Le Parti de la droite, bien qu'obtenant moins de voix que le Parti ouvrier socialiste (gauche), remporte davantage de sièges. Joseph Bech (Parti de la droite) demeure Premier ministre.                                         |
| 5 juin | Philippines | Législatives | Les Philippines à cette date sont une colonie autonome des États-Unis. | Le Parti nationaliste (indépendantiste) conserve la majorité absolue des sièges dans les deux chambres. |

### Juillet
| Date             | Pays          | Élections      | Notes | Résultats |
| ---------------- | ------------- | -------------- | --- | --- |
| 1er juillet      | Mexique       | Présidentielle | | Seul candidat, Álvaro Obregón (Parti travailliste : gauche) est automatiquement déclaré élu avec 100 % des suffrages exprimés. Il est assassiné avant de pouvoir prêter serment. Le gouvernement choisit alors Emilio Portes Gil (Parti révolutionnaire national : centre-gauche) comme président par intérim. |
| 15 et 29 juillet | Liechtenstein | Législatives   | Élections anticipées. Le prince Jean II a démis le gouvernement de Gustav Schädler (Parti populaire chrétien-social : conservateur) pour corruption. | Alternance. Le Parti progressiste des citoyens (conservateur) remporte une large majorité des sièges. Josef Hoop devient Premier ministre. |

### Août
| Date    | Pays   | Élections                      | Notes                 | Résultats |
| ------- | ------ | ------------------------------ | --------------------- | --- |
| 5 août  | Panama | Législatives et présidentielle |                       | Florencio Harmodio Arosemena (Parti libéral) est élu président face à Jorge Eduardo Boyd, candidat d'une faction dissidente du parti. La faction principale du parti conserve sa majorité absolue des sièges à l'Assemblée nationale. |
| 19 août | Grèce  | Législatives                   | Élections anticipées. | Le Parti libéral (centriste, vénizéliste), qui disposait d'une majorité relative, remporte cette fois la majorité absolue des sièges. Elefthérios Venizélos demeure Premier ministre.                                                 |

### Septembre
| Date               | Pays            | Élections    | Notes | Résultats |
| ------------------ | --------------- | ------------ | --- | --- |
| 19 septembre       | Rhodésie du Sud | Législatives | La Rhodésie du Sud à cette date est un État autonome de l'Empire britannique. Les élections se font au suffrage censitaire et les électeurs doivent savoir lire et écrire, mesures qui écartent du droit de vote la plupart des Rhodésiens noirs, au profit de la minorité blanche. | Le Parti de la Rhodésie (centre-droit) conserve sa large majorité avec plus des deux tiers des sièges. Howard Moffat demeure Premier ministre. |
| 21 septembre       | Danemark        | Législatives | Élection du Landsting, la chambre haute du Rigsdag (Parlement). | Chambre sans majorité. Le parti Venstre (centriste, libéral) y conserve la majorité relative des sièges, bien qu'il soit presque rattrapé par les Sociaux-Démocrates (centre-gauche).                                                                                       |
| 15 au 21 septembre | Suède           | Législatives | | Parlement sans majorité. Alternance. Les sociaux-démocrates (centre-gauche) conservent la majorité relative des sièges. C'est toutefois Arvid Lindman (Ligue électorale générale : droite conservatrice et nationaliste) qui parvient à former un gouvernement minoritaire. |

### Octobre
| Date           | Pays     | Élections                      | Notes | Résultats |
| -------------- | -------- | ------------------------------ | ----- | --- |
| 6 et 7 octobre | Lettonie | Législatives                   |       | Parlement sans majorité. Alternance. Le Parti social-démocrate du travail (gauche) y demeure la première force, avec un quart des sièges. Le gouvernement de coalition de gauche perd toutefois le pouvoir, au profit d'une coalition de partis de droite menée par le nouveau Premier ministre Pēteris Juraševskis (Centre démocrate). |
| 28 octobre     | Honduras | Législatives et présidentielle |       | Le président Vicente Mejía Colindres (Parti libéral : centre-droit conservateur, libéral en économie) est réélu avec 56,6 % des voix face à un unique adversaire, Tiburcio Carías Andino (Parti national : droite chrétienne humaniste). Le Parti national conserve toutefois la majorité absolue des sièges au Congrès.                |
| 28 octobre     | Suisse   | Législatives                   |       | Le Parti radical-démocratique (centre-droit démocrate-libéral et social-libéral) conserve la majorité relative des sièges dans les deux chambres. |

### Novembre
| Date              | Pays             | Élections                      | Notes | Résultats |
| ----------------- | ---------------- | ------------------------------ | --- | --- |
| 1er novembre      | Cuba             | Présidentielle                 | Le président Gerardo Machado n'ayant pas tenu sa promesse de ne pas se représenter, d'importantes manifestations se déroulent contre sa candidature, dans un contexte de crise économique. Son gouvernement réprime alors les oppositions.                       | Seul candidat, Gerardo Machado (Parti libéral de Cuba : conservateur, libéral en économie) est automatiquement réélu. |
| 4 novembre        | Nicaragua        | Législatives et présidentielle | | Alternance à la présidence. José María Moncada (Parti libéral) est élu président avec 57,4 % des voix face à Martín Benárd (Parti conservateur). Le Parti conservateur conserve toutefois sa majorité absolue des sièges à la Chambre des députés. Il perd sa majorité absolue au Sénat, où les deux partis se retrouvent à égalité.                                    |
| 6 novembre        | États-Unis       | Législatives et présidentielle | Le président Calvin Coolidge (républicain) ne se représente pas. | Herbert Hoover (Parti républicain : conservateur, protectionniste, lié aux milieux des affaires) est élu président avec 58,2 % des suffrages populaires et les voix de 83,6 % des grands électeurs, face notamment à Al Smith (Parti démocrate : hétéroclite, attrape-tout). Le Parti républicain conserve la majorité absolue des sièges aux deux chambres du Congrès. |
| 13 et 14 novembre | Nouvelle-Zélande | Législatives                   | | Alternance. Le Parti réformiste (centre-droit conservateur) du Premier ministre Gordon Coates perd sa majorité absolue des sièges, et conserve une majorité relative ténue. Joseph Ward (Parti uni : centre social-libéral) devient Premier ministre, formant un gouvernement minoritaire avec le soutien sans participation du Parti travailliste (gauche).            |
| 17 novembre       | Australie        | Législatives                   | | La Coalition du Parti nationaliste (droite) et du Parti rural (droite agrariste) conserve la majorité absolue des sièges dans les deux chambres du Parlement. Stanley Bruce (nationaliste) demeure Premier ministre. |
| 17 novembre       | Australie        | Référendum                     | Les citoyens sont invités à se prononcer sur une proposition d'amendement constitutionnel visant à permettre au gouvernement fédéral de soulager les dettes publiques des États d'Australie, mais aussi à créer une instance de régulation des emprunts publics. | La proposition est approuvée par 74,3 % des votants, et par la majorité des votants dans chacun des six États. Elle est donc adoptée. |
| 25 novembre       | Uruguay          | Législatives                   | | Congrès sans majorité. Le Parti national (centre-droit libéral-conservateur) devance d'un seul siège le Parti colorado (centre-gauche libéral, parti du président Juan Campisteguy) à la Chambre des représentants, et remporte la majorité absolue des sièges au Sénat.                                                                                                |

### Décembre
| Date              | Pays     | Élections    | Notes | Résultats |
| ----------------- | -------- | ------------ | --- | --- |
| 12 et 15 décembre | Roumanie | Législatives | Élections anticipées. Le Parti libéral national (conservateur) a largement remporté les élections de 1927, mais le Parti national paysan organise en 1928 un coup de force, laissant planer le menace d'une prise du pouvoir. Les régents du jeune roi Michel Ier destituent alors le gouvernement élu et confient le pouvoir au PNP, qui organise ces élections. | Le PNP remporte une majorité écrasante des sièges, légitimant le gouvernement du Premier ministre Iuliu Maniu. |